# Der sanfte Lauf
Der sanfte Lauf ist ein deutscher Spielfilm, der 1966 in München und in Prag gedreht, 1967 fertiggestellt und uraufgeführt wurde. Er gehört zu den ersten sechs Spielfilmen, die infolge der Forderungen des Oberhausener Manifests durch das Kuratorium junger deutscher Film 1965 als „Regieförderung“ teilfinanziert wurden. Er ist der erste Spielfilm mit Bruno Ganz in der Hauptrolle.

## Handlung
Bernhard Kral wollte Elektroingenieur werden. Ein Zwischenfall in seiner Studienzeit hat seine Laufbahn unterbrochen. In einer Stehkneipe brachte er einen neonazistischen Schwätzer handgreiflich zum Schweigen. Das Ergebnis war eine empfindliche Strafe, die zur Bewährung ausgesetzt wurde, aber einen Verweis von der Technischen Hochschule zur Folge hatte. Er arbeitet heute in der Versandabteilung eines Elektrobetriebes. In dem Antiquitätengeschäft, das der Frau seines Freundes Wolf Kamper gehört, lernt er das Mädchen Johanna Benedikt kennen. Johanna und Bernhard verlieben sich. Johannas Vater, der Bauunternehmer Richard Benedikt, findet Gefallen an dem jungen Mann und beschließt, ihn heimlich zu protegieren. Er zieht über ihn Erkundigungen ein und beeinflusst Bernhards Chef, der ihm bekannt ist, Bernhard zu fördern. Bernhard hat Erfolg und unterliegt der Täuschung, dass er seinen Aufstieg seinen Leistungen zu verdanken habe. Durch eine Reise in seine Geburtsstadt Prag, die er mit Johanna unternimmt, hofft er, mehr Klarheit über seine Schwierigkeiten mit seiner Umwelt zu bekommen. Nach seiner Rückkehr erfährt er durch einen Arbeitskollegen, dass er seinen beruflichen Erfolg dem Ergebnis einer Manipulation zu verdanken hat. Die Frage: 'Kapitulation oder Aufstand' bleibt offen.

## Kritiken
„Ein redlicher und zurückhaltender Film, der den 'sanften Lauf' der Anpassung ohne aufgesetzte Effekte schildert. Senft macht seinen Protagonisten nicht zum Märtyrer; er zeigt den 'Kapitalisten' Benedikt nicht als Ungeheuer. Extrempositionen werden allenfalls in Randfiguren deutlich: Besucher Benedikts oder Krals Freund, dem der angebliche Protest gegen die Gesellschaft nur als Ausrede für seine Lebensuntüchtigkeit dient. Aber immer wieder, und nicht zuletzt in den Szenen in Prag, werden dem Zuschauer Denkansätze präsentiert, die ihn zur eigenen Stellungnahme provozieren.“

„Als ein wahrhaftig Engagierter erscheint Haro Senft. Sein Film 'Der sanfte Lauf' ist ehrlich, jedem Bluff abhold: ein behutsamer Autorenfilm im Sinne der Selbstverwirklichung und im Sinne einer Bewußtseinswerdung, die auch für die Umwelt Gültigkeit heben sollte. Senfts Begabung für Bild und Komposition, für räumliche Tiefe, für fließenden Rhythmus und sein handwerkliches Können sind unverkennbar. Seine Vorliebe, dem Kinogesicht auszuweichen, gibt dem Film auch etwas Unkonventionelles. Thema ist die sich wie von selbst ergebende Karriere eines jungen Mannes, dessen Liebesbeziehung zu einem Mädchen der Finanzwelt diesen sanften unmerklichen Aufstieg bewirkt.
Die Erkenntnis von der äußeren Manipulierbarkeit seiner gesellschaftlichen Stellung führt zur ironischen Absicherung des Helden gegenüber der Umwelt. Dieser äußere Vorgang wird verbunden mit einer Reise nach Prag, die zur Reise in die Vergangenheit wird. Damit wäre thematisch die Verwundbarkeit und Brüchigkeit der gefilmten Gesellschaft gegeben. Die Zerstörung einer Umweltbeziehung ist klar aufgezeigt. Hier findet Reflexion statt. Geradezu modellartig wird der Prozess kritischer Auseinandersetzung demonstriert. Beschränkung auf eine karge optische Präsenz ist gegeben. Fast schmucklos, nur getragen von einer dinglichen Photographie, werden Verhaltensweisen anvisiert. Doch durch das sanfte Kammerspiel wird das thematische Engagement so sehr entschärft, um den inneren Zorn gebracht, dass schließlich die sehr bewusst gehandhabte Filmform wie Kunstgewerbe wirkt. So sehr ich Senfts wohltuende Bescheidenheit schätze, hätte ich dem Film jene Brise Ärgernis gewünscht, die dem Thema angemessen gewesen wäre. Wenn man jedoch die Reaktion eines Teils der deutschen Presse verfolgt, scheint dieser sanfte Film schon Ärgernis genug gewesen zu sein. So sehr ist das deutsche Establishment verletzlich, - vielleicht gerade, weil Senft formal keine Fessel sprengte und somit ein Höchstmaß an Identifikation ermöglichte.“

„Ein junger, aufstrebender Elektroingenieur verliebt sich in die Tochter eines reichen Bauunternehmers und wird ohne sein Wissen von ihrem Vater beruflich gefördert. Am Ende bleibt offen, ob er den sanften Weg der Anpassung weitergehen oder sich für eine unabhängige Existenz entscheiden wird. Haro Senft analysiert in seinem ersten Spielfilm die Nöte und Konflikte der westdeutschen Nachkriegsgeneration zwischen idealistischem Aufbruch und pragmatischen Sachzwängen. In seiner deutlichen Kritik am Materialismus der Wohlstandsgesellschaft und in seiner Auseinandersetzung mit der sozialen Wirklichkeit ein beispielhaftes Werk des ‚Jungen Deutschen Films‘.“

## Auszeichnungen
- 1968 – Bundesspielfilmprämie
- 2015 – Willy Haas Preis 2015 (für die DVD Der sanfte Lauf)